# Campeonato de España de Ciclismo en Ruta 1960
El LIX Campeonato de España de Ciclismo en Ruta se disputó en Madrid el 12 de junio de 1960 en formato de contrarreloj.   
El ganador fue Antonio Suárez que se impuso tanto en la prueba de contrarreloj. Jesús Loroño y Fernando Manzaneque completaron el podio. Este era el segundo título que ganaría el madrileño de los tres que conseguiría de forma consecutiva. 

## Clasificación final
| Pos. | Ciclista                   | Equipo                     | Tiempo    |
| ---- | -------------------------- | -------------------------- | --------- |
| 1.   | Antonio Suárez             | Faema                      | 2h 25'05" |
| 2.   | Jesús Loroño               | Brandy Majestad            | a 2'26"   |
| 3.   | Fernando Manzaneque        | Faema                      | a 4'32"   |
| 4.   | José Herrero Berrendero    | Faema                      | a 5'03"   |
| 5.   | Luis Otaño                 | Saint-Raphaël-R. Geminiani | a 5'59"   |
| 6.   | José Gómez del Moral       | Licor 43                   | a 6'12"   |
| 7.   | Federico Martín Bahamontes | Condor                     | a 6'27"   |
| 8.   | Carmelo Morales            | Kas                        | a 6'37"   |
| 9.   | Jesús Galdeano             | Faema                      | a 6'55"   |
| 10.  | Jaime Alomar               | Peugeot-BP-Dunlop          | a 7'15"   |